# Tarik Benhabiles
Tarik Benhabiles (n, 5 de febrero de 1965) es un jugador francés de tenis. En su carrera llegó a 2 finales ATP de individuales. Su mejor posición en el ranking de individuales fue el Nº22 en junio de 1987. En 1987 llegó a la cuarta ronda de Roland Garros.